# Allemagne au Concours Eurovision de la chanson 1979
L'Allemagne a participé au Concours Eurovision de la chanson 1979 le 31 mars à Jérusalem. C'est la 24e participation allemande au Concours Eurovision de la chanson.
Le pays est représenté par le groupe Dschinghis Khan et la chanson Dschinghis Khan, sélectionnés par la BR à travers une finale nationale.

## Sélection

### Ein Lied für Jerusalem
Le radiodiffuseur allemand Bayerischer Rundfunk (BR, « Radiodiffusion de la Bavière »), organise la finale nationale intitulée Ein Lied für Jerusalem (« Une chanson pour Jérusalem ») pour représenter l'Allemagne au Concours Eurovision de la chanson 1979.

#### Finale
La finale nationale est présentée par Carolin Reiber et Thomas Gottschalk et a lieu le 17 mars 1979 à la Rudi-Sedlmayer-Halle à Munich,.
Douze chansons participent à cette sélection allemande. Les chansons sont toutes interprétées en allemand, langue nationale de l'Allemagne.
| Ordre | Artiste                        | Chanson                               | Points | Place |
| ----- | ------------------------------ | ------------------------------------- | ------ | ----- |
| 1     | Tony Holiday                   | Zuviel Tequila, zuviel schöne Mädchen | 2 807  | 9     |
| 2     | Hanne Haller                   | Goodbye, Chérie                       | 3 009  | 7     |
| 3     | Gebrüder Blattschuß            | Ein Blick sagt mehr als jedes Wort    | 1 673  | 12    |
| 4     | Ingrid Peters                  | Du bist nicht frei                    | 2 894  | 8     |
| 5     | Jerry Rix et Linda G. Thompson | Wochenende                            | 1 920  | 11    |
| 6     | Truck Stop (de)                | Take it easy, altes Haus              | 4 394  | 2     |
| 7     | Jeanne de Roy                  | Was wir aus Liebe tun                 | 2 117  | 10    |
| 8     | Bernhard Brink                 | Madeleine                             | 3 326  | 6     |
| 9     | Dschinghis Khan                | Dschinghis Khan                       | 4 807  | 1     |
| 10    | Paola                          | Vogel der Nacht                       | 4 127  | 3     |
| 11    | Roberto Blanco                 | Samba si, Arbeit no                   | 3 461  | 4     |
| 12    | Orlando Riva Sound             | Lady lady lady                        | 3 336  | 5     |

Lors de cette sélection, c'est la chanson Dschinghis Khan interprétée par le groupe du même nom, qui fut choisie,. 
Le chef d'orchestre sélectionné pour l'Allemagne à l'Eurovision 1979 est Norbert Daum.

## À l'Eurovision

### Points attribués par l'Allemagne
| 12 points | Espagne     |
| 10 points | Danemark    |
| 8 points  | Royaume-Uni |
| 7 points  | Suisse      |
| 6 points  | Irlande     |
| 5 points  | Finlande    |
| 4 points  | Portugal    |
| 3 points  | Pays-Bas    |
| 2 points  | Grèce       |
| 1 point   | Belgique    |

### Points attribués à l'Allemagne
| 12 points                              | 10 points  | 8 points      | 7 points              | 6 points              |
| -------------------------------------- | ---------- | ------------- | --------------------- | --------------------- |
| - Danemark - Espagne - France - Monaco |            | - Royaume-Uni |                       | - Israël - Suède      |
| 5 points                               | 4 points   | 3 points      | 2 points              | 1 point               |
| - Irlande                              | - Belgique | - Finlande    | - Pays-Bas - Portugal | - Italie - Luxembourg |

Dschinghis Khan interprète Dschinghis Khan en neuvième position lors de la soirée du concours, suivant la Suisse et précédant Israël.
Au terme du vote final, l'Allemagne termine 4e sur les 19 pays participants, ayant reçu 86 points au total,. L'Allemagne attribue ses douze points à l'Espagne.